# Helius dafla
Helius dafla är en tvåvingeart som beskrevs av Alexander 1972. Helius dafla ingår i släktet Helius och familjen småharkrankar. Inga underarter finns listade i Catalogue of Life.